# Sporting Club de Gagnoa
El SC Gagnoa es un equipo de fútbol de Costa de Marfil que juega en la Primera División de Costa de Marfil, la liga de fútbol más importante del país.

## Historia
Fue fundado en el año 1960 en la ciudad de Gagnoa y han sido campeones de la máxima categoría en 1 ocasión en 1976 y ha sido 7 veces finalista del torneo de copa sin haber ganado ninguna.
A nivel internacional han participado en 7 torneos continentales, donde su mejor participación ha sido en la Copa CAF 1992, en la que fueron eliminados en los cuartos de final por el Ferroviário Maputo de Mozambique.

## Palmarés
- Primera División de Costa de Marfil: 1

1976
- Copa de Costa de Marfil: 0
  - Finalista: 7

1971, 1975, 1978, 1979, 1984, 1985, 1990
- Copa Houphouët-Boigny: 2

1976, 1978

## Participación en competiciones de la CAF
| Temporada | Torneo                            | Ronda            | Club               | Casa | Visita | Global      |
| --------- | --------------------------------- | ---------------- | ------------------ | ---- | ------ | ----------- |
| 1977      | Copa Africana de Clubes Campeones | 2                | Djoliba AC         | 1-1  | 1-3    | 2-4         |
| 1979      | Recopa Africana                   | 1                | Cedar United       | 3-1  | 1-0    | 4-1         |
| 1979      | Recopa Africana                   | 2                | Bendel United      | 0-1  | 0-1    | 0-2         |
| 1986      | Recopa Africana                   | 1                | Foadan FC          | 2-1  | 0-3    | 2-4         |
| 1991      | Recopa Africana                   | 1                | Stade Malien       | 2-0  | 0-2    | 2-2 (4-1 p) |
| 1991      | Recopa Africana                   | 2                | ES Sétif           | 2-1  | 0-4    | 2-5         |
| 1992      | Copa CAF                          | 1                | Petroca SC         | 3-0  | 0-1    | 3-1         |
| 1992      | Copa CAF                          | 2                | Étoile du Congo    | 1-0  | 2-0    | 3-0         |
| 1992      | Copa CAF                          | Cuartos de final | Ferroviário Maputo | 1-3  | 0-2    | 1-5         |
| 2016      | Copa Confederación de la CAF      | Preliminar       | USFAS Bamako       | 2-0  | 0-0    | 2-0         |
| 2016      | Copa Confederación de la CAF      | 1                | MC Oran            | 2-2  | 0-2    | 2-4         |
| 2017      | Copa Confederación de la CAF      | Preliminar       | AS SONABEL         | 3-0  | 0-0    | 3-0         |
| 2017      | Copa Confederación de la CAF      | 1                | MAS Fez            | 1-0  | 1-3    | 2-3         |
| 2018      | Liga de Campeones de la CAF       | Preliminar       | JS Saoura          | 0-0  | 0-2    | 0-2         |